# Moldefjord

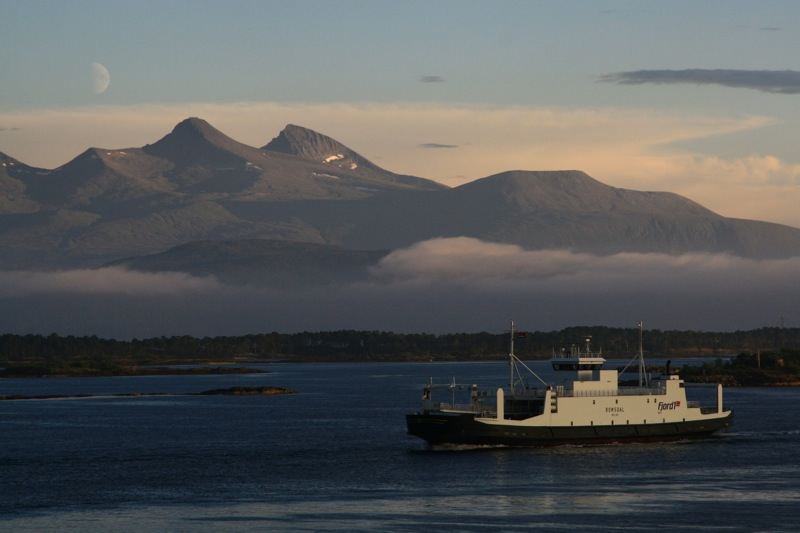
Le Moldefjord vu de Molde

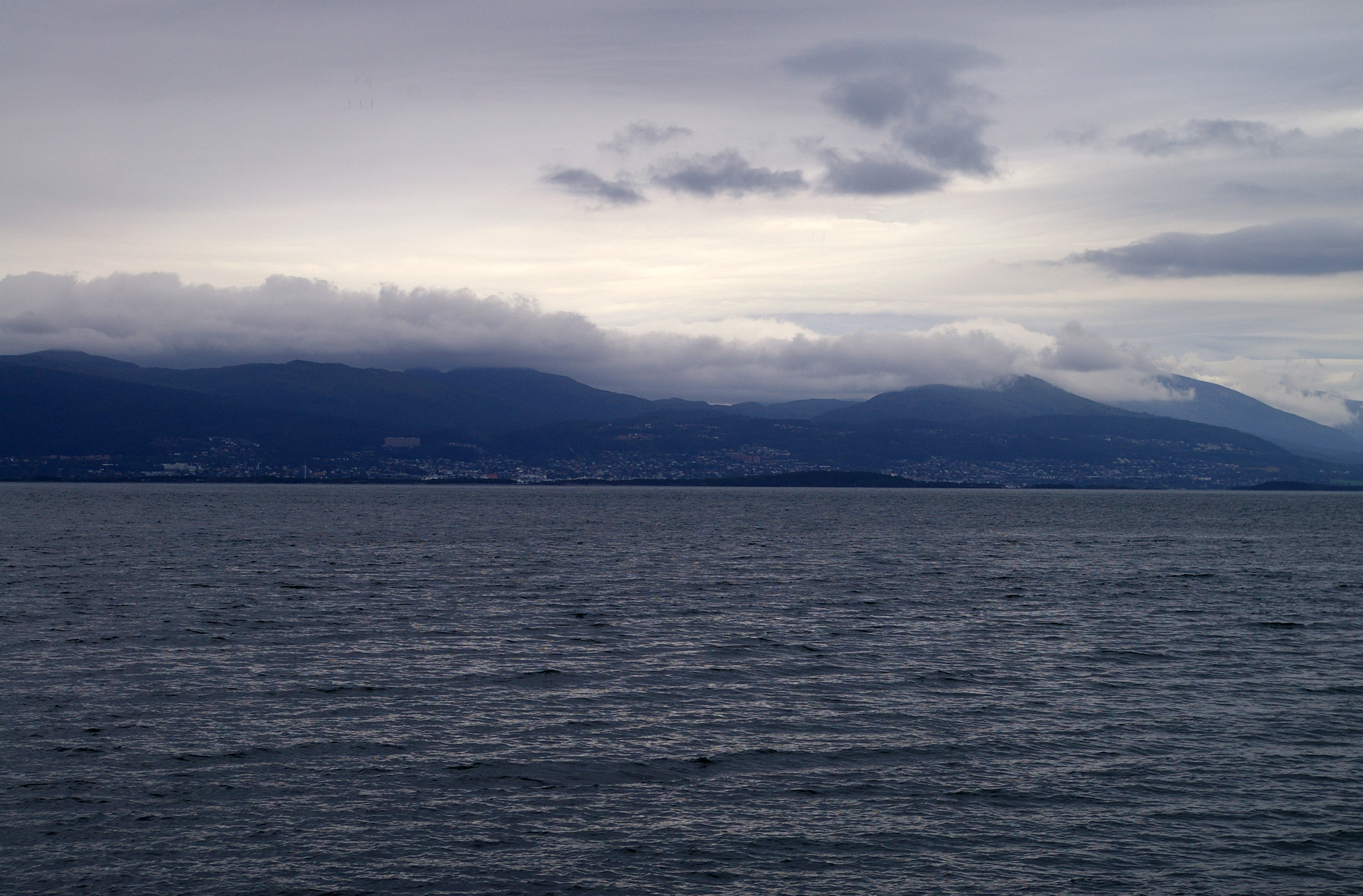
Vue de Molde depuis le Moldefjord

Pour le fjord homonyme situé dans le Comté de Sogn og Fjordane voir Moldefjord
Le Moldefjord est un fjord de Norvège, constituant une partie du Romsdalsfjord, au sud de la commune de Molde. 
Le fjord débute à l'ouest au détroit de Julsundet qui part vers le nord. Il s'étend sur 13 km de longueur et se poursuit à l'est sous le nom de Fannefjord. La longueur totale de ces deux fjords est de 38 km.
En largeur, il s'étend de la ville de Molde à l'archipel de Molde. Ces îles séparent le Moldefjord du reste du Romsdalsfjord (appelé Storfjord). Les plus grandes de ces îles sont Hjertøya, Seterøya et Fårøya. 
La limite entre le Moldefjord et le Fannefjord est une ligne imaginaire reliant le quartier de Kviltorp (Molde) à l'île de Bolsøya. 